# McComb (Misisipi)
McComb es una ciudad del condado de Pike, en Misisipi, Estados Unidos. La población de la ciudad, de acuerdo al censo del año 2010, era de 13.644 habitantes.

## Historia
McComb fue fundada en 1872 después de que el Coronel Henry Simpson McComb, presidente de la entonces  New Orleans, Jackson and Great Northern Railroad, predecesor de la Illinois Central Railroad (en la actualidad parte de la Ferrocarril Nacional Canadiense), decidiera trasladar el ferrocarril del mantenimiento de las tiendas situadas en las afueras de la Nueva Orleans, Luisiana, fuera de los lugares de interés de esa ciudad por los salones o bares.
En McComb más de 100 estudiantes de secundaria fueron arrestados en 1961 por protestar contra el asesinato del activista de registro de votantes Herbert Lee y la expulsión de Brenda Travis.

## Personalidades
- Britney Spears, cantante, modelo y actriz.
- Jamie Lynn Spears, cantante, modelo y actriz.
- Ray-J, rapero.
- Bo Diddley, músico y guitarrista. Uno de los padres del rock and roll.
- Brandy Norwood, cantante y actriz.
- Alonzo Harris, beisbolista profesional.

- Datos: Q846178
- Multimedia: McComb, Mississippi / Q846178

1. ↑  Zip Data Maps, código ZIP n.º 39648.